# Krće
Krće (em cirílico: Крће) é uma vila da Sérvia localizada no município de Sjenica, pertencente ao distrito de Zlatibor. A sua população era de 376 habitantes segundo o censo de 2011.

## Demografia
| 1948 | 1953 | 1961 | 1971 | 1981 | 1991 | 2002 | 2011 |
| ---- | ---- | ---- | ---- | ---- | ---- | ---- | ---- |
| 284  | 316  | 307  | 335  | 351  | 334  | 337  | 376  |